# Carlo Giuseppe Gentili
Carlo Giuseppe Gentili OFMCap (* 13. September 1840 in Bertinoro, Herzogtum Modena und Reggio; † 30. Dezember 1916 in Agra, Britisch-Indien) war ein italienischer Ordensgeistlicher und römisch-katholischer Erzbischof von Agra.

## Leben
Gentili trat dem Kapuzinerorden bei und legte am 4. November 1859 sein Ordensgelübde ab. Am 21. Juni 1863 empfing er die Priesterweihe.
Am 29. März 1897 ernannte Papst Leo XIII. Carlo Giuseppe Gentili zum Bischof von Allahabad. Die Bischofsweihe spendete ihm am 29. Juni desselben Jahres in Nainital der Bischof von Lahore, Godefridus Pelckmans OFMCap; Mitkonsekrator war der Bischof von Nagpur, Charles-Félix Pelvat MSFS.
Am 27. August 1898 ernannte Papst Leo XIII. ihn zum Erzbischof von Agra. Dieses Amt bekleidete er bis zu seinem Tod am 30. Dezember 1916. Unter seinem Pontifikat erhielt die Kathedrale von Agra einen Fußboden und sechs Altäre aus schwarzem und weißem italienischen Carrara-Marmor. 1907 legte er den Grundstein für das neue Pressehaus der Kapuzinermission in Agra. 1910 richtete er eine Lourdesgrotte in der Kathedrale ein und weihte die sechs neu gegossenen Glocken der Kirche.